# Fresney-le-Puceux
Fresney-le-Puceux település Franciaországban, Calvados megyében. Lakosainak száma 803 fő (2022. január 1.). Fresney-le-Puceux Boulon, Bretteville-sur-Laize, Cintheaux, Fontenay-le-Marmion, Le Castelet és Laize-Clinchamps községekkel határos.

## Népesség
A település népességének változása:
| Lakosok száma | 524  | 587  | 615  | 612  | 771  | 803  | 822  | 812  | 804  | 803  |
|               | 1968 | 1982 | 1990 | 2006 | 2013 | 2015 | 2017 | 2019 | 2020 | 2022 |